# 基什哈齐·贝娅特丽克丝
基什哈齐·贝娅特丽克丝（匈牙利語：Kisházi Beatrix，1946年10月13日—），出生于布达佩斯，匈牙利前女子乒乓球运动员。她曾获得3枚欧洲乒乓球锦标赛女子团体金牌。